# Vom Konflikt zur Gemeinschaft
Vom Konflikt zur Gemeinschaft. Gemeinsames lutherisch-katholisches Reformationsgedenken im Jahr 2017 (englischer Originaltitel: From Conflict to Communion. Lutheran-Catholic Common Commemoration of the Reformation in 2017) ist ein Studiendokument des Lutherischen Weltbunds und des Päpstlichen Rats zur Förderung der Einheit der Christen. Es wurde am 17. Juni 2013 während der Ratstagung des Lutherischen Weltbunds in Genf von Kardinal Kurt Koch und Generalsekretär Martin Junge der Öffentlichkeit vorgestellt.

## Inhalt
Das 90-seitige Dokument erklärt das 500-Jahr-Gedächtnis des Beginns der Reformation zu einem – im Unterschied zu allen früheren Reformations-Zentenarien – von Lutheranern und Katholiken gemeinsam begangenen Jubiläum. Nicht die Kirchenspaltung werde gefeiert, sondern die theologischen Einsichten der Reformatoren und die Antworten des Trienter Konzils würden in Erinnerung gerufen. Historischer Kontext des Gedenkens von 2017 sei ein „ökumenisches Zeitalter“, aber auch, so das zweite Kapitel, die Globalisierung mit ihrer religiös-weltanschaulichen Vielfalt und die fortschreitende Säkularisierung.
Im dritten Kapitel bietet das Dokument eine Darstellung der Reformationsgeschichte in gemeinsamer Perspektive, im vierten eine vom gemeinsamen Sachinteresse geleitete Darstellung der Theologie Martin Luthers, die sich auf die Ergebnisse des fünfzigjährigen lutherisch-katholischen Dialogs, insbesondere auf die Gemeinsame Erklärung zur Rechtfertigungslehre stützt. 
Das fünfte Kapitel nennt Freude über die Charismen der „getrennten Brüder“ und Bekenntnis eigener Schuld an der Trennung als Grundmotive des Reformationsgedenkens. Daraus werden fünf „Imperative“ für das ökumenische Glauben und Handeln abgeleitet.
„Ziel des gemeinsamen Gedenkens an den Beginn der Reformation soll sein, Jesus Christus in den Mittelpunkt zu stellen, ihn zu bekennen und zu feiern als den, «dem allein über alles zu vertrauen ist als dem einen Mittler (1 Tim 2,5f.), durch den Gott im Heiligen Geist sich selbst gibt und seine erneuernden Gaben schenkt» (Gemeinsame Erklärung zur Rechtfertigungslehre).“

## Textausgabe
- Lutherischer Weltbund, Päpstlicher Rat zur Förderung der Einheit der Christen (Hg.): Vom Konflikt zur Gemeinschaft. Gemeinsames lutherisch-katholisches Reformationsgedenken im Jahr 2017. Leipzig (Evangelische Verlagsanstalt) / Paderborn (Bonifatius) Oktober 2013. ISBN 978-3-89710-549-2